# Vyšná Jedľová
Vyšná Jedľová, russinisch Вишня Ядлова/Wyschnja Jadlowa (bis 1927 slowakisch „Vyšná Jedlová“; ungarisch Felsőfenyves – bis 1907 Felsőjedlova) ist eine Gemeinde im Nordosten der Slowakei mit 185 Einwohnern (Stand 31. Dezember 2024), die im Okres Svidník, einem Kreis des Prešovský kraj, sowie in der traditionellen Landschaft Šariš liegt.

## Geographie

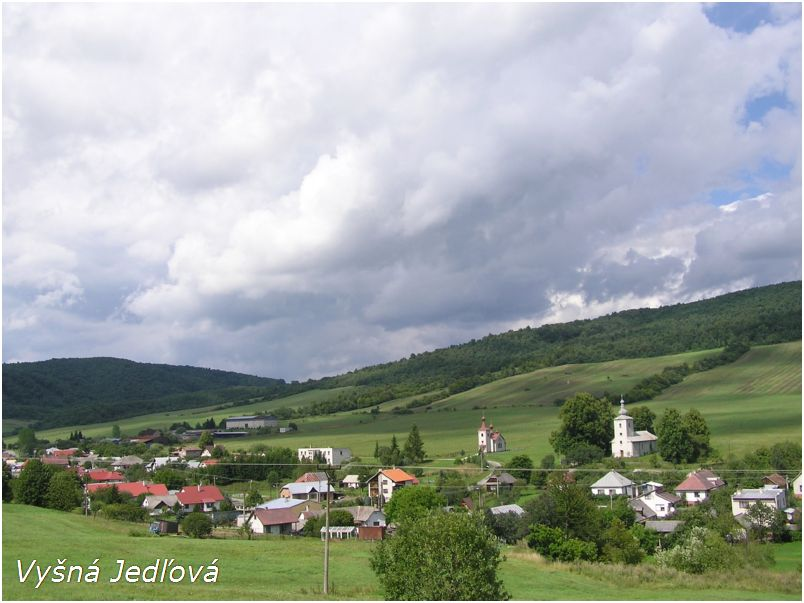
Vyšná Jedľová

Die Gemeinde befindet sich in den Niederen Beskiden im Bergland Ondavská vrchovina, im Tal des Baches Jedľovský potok im Einzugsgebiet der Ondava. Das Ortszentrum liegt auf einer Höhe von 308 m n.m. und ist sechs Kilometer von Svidník entfernt (Straßenentfernung).
Nachbargemeinden sind Belejovce im Norden, Kružlová im Nordosten, Nižná Jedľová im Osten und Südosten und Nižný Orlík im Südwesten und Westen.

## Geschichte
Vyšná Jedľová wurde zum ersten Mal 1572 als Felsso Jedlowa schriftlich erwähnt und war Teil der Herrschaft von Makovica.
1787 hatte die Ortschaft 36 Häuser und 224 Einwohner, 1828 zählte man 30 Häuser und 237 Einwohner, die als Landwirte, Leineweber und Viehzüchter tätig waren. Um die Mitte des 19. Jahrhunderts wanderten viele Einwohner aus.
Bis 1918 gehörte der im Komitat Sáros liegende Ort zum Königreich Ungarn und kam danach zur Tschechoslowakei beziehungsweise zur heutigen Slowakei. Auch nach 1918 war Vyšná Jedľová ein landwirtschaftlich geprägtes Dorf. Ein Teil der Einwohner pendelte zur Arbeit in Industriegebiete in der Gegend, aber vor allem in Košice.

## Bevölkerung
| Jahr                | 1994 | 2004    | 2014    | 2024    |
| ------------------- | ---- | ------- | ------- | ------- |
| Anzahl der Personen | 189  | 188     | 193     | 185     |
| Unterschied         |      | −0,52 % | +2,65 % | −4,14 % |

| Jahr                | 2023 | 2024    |
| ------------------- | ---- | ------- |
| Anzahl der Personen | 181  | 185     |
| Unterschied         |      | +2,20 % |

Gemäß der Volkszählung 2011 wohnten in Vyšná Jedľová 198 Einwohner, davon 103 Slowaken, 80 Russinen und vier Ukrainer. 11 Einwohner machten keine Angabe zur Ethnie.
140 Einwohner bekannten sich zur orthodoxen Kirche, 27 Einwohner zur griechisch-katholischen Kirche und neun Einwohner zur römisch-katholischen Kirche. Ein Einwohner bekannte sich zu einer anderen Konfession, sechs Einwohner waren konfessionslos und bei 15 Einwohnern wurde die Konfession nicht ermittelt.

## Bauwerke
- griechisch-katholische Cosmas-und-Damian-Kirche im klassizistischen Stil aus dem Jahr 1828[6]

## Verkehr
In Vyšná Jedľová endet die Cesta III. triedy 3550 („Straße 3. Ordnung“) von Svidník heraus, weiter führt die Cesta III. triedy 3552 zwischen Nižný Orlík und Belejovce durch den Ort.